# 주차 (당나라)
주차 또는 주체(朱泚, 743년 ~ 784년)는 당나라 중기의 군인으로, 유주 창평현 사람이다. 당초 그는 노룡군절도사를 지냈으나, 후에 당나라 조정의 장군이 되었다. 당 덕종이 반란(경원병변(涇原兵變))이 일어나는 바람에 수도 장안을 떠나자, 주차는 동생 주도가 일으킨 반란 때문에 지휘권을 박탈당한 것에 분노하여 새로운 진나라(후에 나라 이름을 한나라로 바꾸었다)의 황제를 자칭하였다. 784년, 그는 패하여 장안을 탈출해야 했고, 도망가던 중에 죽임을 당했다.

### 내용주
1. ↑  호삼성은  "'泚'는 '且(차)'와 '禮(례)'의 반절(차+례=체)이며, '此(차)'로도 발음한다[泚, 且禮翻, 又音此.]"고 하였다.[3][4][5][6][7][8][9][10]

### 참조주
1. ↑  중앙연구원 음양력 변환기
2. ↑  《자치통감》, 권228.
3. ↑  호삼성 음주(音注) 《자치통감》, 권224.
4. ↑  호삼성 음주(音注) 《자치통감》, 권225.
5. ↑  호삼성 음주(音注) 《자치통감》, 권226.
6. ↑  호삼성 음주(音注) 《자치통감》, 권227.
7. ↑  호삼성 음주(音注) 《자치통감》, 권228.
8. ↑  호삼성 음주(音注) 《자치통감》, 권229.
9. ↑  호삼성 음주(音注) 《자치통감》, 권230.
10. ↑  호삼성 음주(音注) 《자치통감》, 권231.

## 참고 문헌
- 《신당서》, 권200(하).
- 《신당서》, 권225(하).
- 《자치통감》, 권224·225·226·227·228·229·230·231.
- 호삼성 음주(音注) 《자치통감》, 권224·225·226·227·228·229·230·231.

| 전임 주희채 | 노룡군절도사 772년 ~ 774년 | 후임 주도 |

| 전임 이포옥 | 봉상절도사 777년 ~ 782년 | 후임 장일 |

| 전임 이회광 | 경원절도사 780년 | 후임 요영언 |

| 전임 곽자의 | 당나라의 태위 781년 ~ 784년 | 후임 이회광 |

| 전임 당 덕종 | 중국의 황제 (장안 일대) 895년 ~ 896년 | 후임 당 덕종 |